# Hyperolius jackie
Hyperolius jackie es una especie de anfibio anuro de la familia Hyperoliidae.

## Distribución geográfica
Esta especie es endémica de Ruanda. Se encuentra en el parque nacional Nyungwe en el Macizo Nyungwe.

## Etimología
Esta especie lleva el nombre en honor a Jacqueline Mary Buchan, la esposa de Gordon Buchan, quien después de hacer una donación al programa BIOPAT pudo elegir el nombre de esta especie.

## Publicación original
- Dehling, 2012: An African glass frog: a new Hyperolius species (Anura: Hyperoliidae) from Nyungwe National Park, southern Rwanda. Zootaxa, n.º 3391, p. 52-64.[4]